# Cristina Marcos
Cristina Marcos Juez (Barcelona, 19 de diciembre de 1963) es una actriz y presentadora española.

## Biografía
Nació en Barcelona, pero creció y se educó en Madrid. Con diecisiete años el realizador Manuel Gutiérrez Aragón se fijó en ella para protagonizar junto a Fernando Fernán Gómez la película Maravillas, rodando a continuación La próxima estación, dirigida por Antonio Mercero.
Finalizados estos trabajos, compaginó sus estudios de Arte dramático en la escuela de Cristina Rota con la carrera universitaria de Filología hispánica, tras los cuales se presentó a varios cástines. En uno de ellos, un director le pidió para su asombro que interpretase una escena "como si fuese una manzana podrida..."
Gerardo Herrero la contrató para Al acecho (1987). Cuatro años más tarde obtuvo su primera candidatura a los Premios Goya por su breve cometido en Tacones lejanos (1991), bajo las órdenes de Pedro Almodóvar. Tres años más tarde obtendría el cabezón por su papel de señora de la limpieza, divorciada y con hijo, con firme voluntad y que terminaba emparejada con uno de sus jefes en Todos los hombres sois iguales (1994). Ese mismo año participó en Entre rojas, drama carcelario sobre mujeres.
Durante los años siguientes regresó a la comedia de la mano de Eva Lesmes y Antonio del Real en, respectivamente, Pon un hombre en tu vida y Corazón loco. En televisión aceptó un papel secundario en La Regenta, la lectura de la novela de Leopoldo Alas, Clarín llevada a cabo por Fernando Méndez-Leite y que le supuso el premio de la Unión de Actores.
En 1997 protagonizó Mamá es boba, comedia negra sobre la mediocridad de una sociedad obsesionada por el éxito fácil y que apenas puede ocultar su profunda vulgaridad.
En 2000 aceptó encabezar el reparto de dos series de televisión. En la primera El grupo, encarnó a una mujer solitaria, aburrida de su propia vida, y que combatía sus frustraciones acudiendo a un psicólogo (interpretado por Héctor Alterio) que reunía a sus pacientes (Unax Ugalde, Antonio Molero y Mariola Fuentes). En la segunda, Un chupete para ella, volvía a quedar emparejada -por tercera vez- con Juanjo Puigcorbé.
En 2001 rodó Sin noticias de Dios, donde se puso en la piel de una policía lesbiana obsesionada por la protagonista, Victoria Abril.
En 2002 aceptó trabajar en Javier ya no vive solo, serie protagonizada por Emilio Aragón.
En 2004 conoció su máximo éxito teatral con El método Gronhölm, basada en la pieza de Jordi Galceran sobre el proceso de fascistación experimentado en el mercado laboral. Sus compañeros de reparto, Carlos Hipólito, Jorge Roelas, Eleazar Ortiz y Jordi Bosch, para poder escenificarla sobre las tablas se sometieron a una serie de juegos sugeridos por la directora Tamzin Townsend, entre ellos sentarse en una cafetería para observar en ella a los grupos de trabajadores que descansaban en ella y detectar cuál de ellos tenía una posición de liderazgo. La Unión de Actores recompensó a Cristina Marcos con otra candidatura a sus premios. Repetiría dos años después por la misma función. En ese intervalo de tiempo rodó una pequeña intervención en Alatriste, donde interpretaba a una joyera a la cual vendía el protagonista un collar que había comprado para su amada.
En 2008 participó con un papel capitular en Aída en Telecinco y entre 2009 y 2010, aparece en El internado. En 2010, participó en la película Pájaros de papel, con Emilio Aragón en la dirección. 
Entre 2016 y 2017 trabajó en Pulsaciones con Emilio Aragón en Antena 3. Y entre 2017 y 2020, interpretó durante 46 episodios a Olga en Cuéntame cómo pasó, en TVE. Paralelamente, entre 2018 y 2019, participó en seis episodios de la cuarta temporada de Vis a vis (FOX España), dando vida a Magdalena Cruz, la dueña de las cárceles del conglomerado.
En 2024 interviene en la serie "Los enviados".

## Trabajos

### Series de televisión
| Series de televisión | Series de televisión   | Series de televisión | Series de televisión | Series de televisión | Series de televisión | Series de televisión                                    |
| Año                  | Serie                  | Personaje            | Canal                | Episodios            | Notas                | Producción                                              |
| -------------------- | ---------------------- | -------------------- | -------------------- | -------------------- | -------------------- | ------------------------------------------------------- |
| 2024                 | Desde el mañana        | Lucía Osuna          | Disney+              | 8                    | –                    |                                                         |
| 2018-2019            | Vis a vis              | Magdalena Cruz       | FOX España           | 6                    | –                    | Globomedia para FOX Networks Group España               |
| 2017-2020            | Cuéntame cómo pasó     | Olga                 | La 1                 | 46                   | –                    | Ganga Producciones para RTVE                            |
| 2016-2017            | Pulsaciones            | Amalia Sigüenza      | Antena 3             | 7                    | –                    | Globomedia para Atresmedia                              |
| 2009-2010            | El internado           | Alicia Corral        | Antena 3             | 28                   | –                    | Globomedia para Grupo Antena 3                          |
| 2008                 | Aída                   | María                | Telecinco            | 1                    | –                    | Globomedia para Gestevisión Telecinco                   |
| 2006                 | Mobbing (Telefilme)    | Esther               | TV3                  | 1                    | –                    | CCMA y FORTA                                            |
| 2002-2003            | Javier ya no vive solo | Marina               | Telecinco            | 19                   | –                    | Globomedia para Gestevisión Telecinco                   |
| 2000-2001            | Un chupete para ella   | Raquel Castro        | Antena 3             | 13                   | –                    | Pedro Masó Producciones para Grupo Antena 3             |
| 2000-2001            | El grupo               | Gloria Moncada       | Telecinco            | 11                   | –                    | Globomedia para Gestevisión Telecinco                   |
| 1995                 | Mar de dudas           | Mar                  | La 1                 | 13                   | –                    | BocaBoca para RTVE                                      |
| 1995                 | La Regenta (Miniserie) | Petra                | La 1                 | 3                    | –                    | Classic Films Producción para RTVE                      |
| 1994                 | Villarriba y Villabajo | –                    | La 1                 | –                    | –                    | Gona Films para RTVE                                    |
| 1992                 | Hasta luego, cocodrilo | Bea                  | La 1                 | 5                    | –                    | –                                                       |
| 1990                 | La mujer de tu vida    | Atracadora 3         | La 1                 | 1                    | –                    | Fernando Trueba Producciones Cinematográficas para RTVE |
| 1989                 | El olivar de Atocha    | Conchita             | La 1                 | 6                    | –                    | RTVE                                                    |

### Programas de televisión
| Programas de televisión | Programas de televisión                                            | Programas de televisión                                            | Programas de televisión                                            | Programas de televisión                                                                    | Programas de televisión                                         |
| Año                     | Programa                                                           | Canal                                                              | Episodios                                                          | Rol                                                                                        | Producción                                                      |
| ----------------------- | ------------------------------------------------------------------ | ------------------------------------------------------------------ | ------------------------------------------------------------------ | ------------------------------------------------------------------------------------------ | --------------------------------------------------------------- |
| 2018 y 2022             | ¡Atención obras!                                                   | La 2                                                               | 2                                                                  | Invitada                                                                                   | RTVE                                                            |
| 2017                    | Ochéntame otra vez                                                 | La 1                                                               | 1                                                                  | Invitada                                                                                   | Ganga Producciones para RTVE                                    |
| 2010                    | Cinema 3                                                           | El 33                                                              | 1                                                                  | Invitada                                                                                   | CCMA                                                            |
| 2010                    | Continuarà...                                                      | La 2 Cataluña                                                      | 1                                                                  | Invitada                                                                                   | RTVE Cataluña                                                   |
| 2007-2008               | La mandrágora                                                      | La 2 Cataluña                                                      | 2                                                                  | Invitada                                                                                   | RTVE Cataluña                                                   |
| 2007                    | Corazón                                                            | La 1                                                               | 1                                                                  | Invitada                                                                                   | RTVE                                                            |
| 2006                    | Noche Hache                                                        | Cuatro                                                             | 1                                                                  | Invitada                                                                                   | Globomedia para Sogecable                                       |
| 2006                    | XX edición de los Premios Goya                                     | La 1                                                               | 1                                                                  | Invitada y entregadora de premio                                                           | Academia de las Artes y las Ciencias Cinematográficas de España |
| 2005                    | Lo + Plus                                                          | Canal+                                                             | 1                                                                  | Invitada                                                                                   | Sogecable                                                       |
| 2004                    | XVIII edición de los Premios Goya                                  | La 1                                                               | 1                                                                  | Invitada                                                                                   | Academia de las Artes y las Ciencias Cinematográficas de España |
| 2003                    | XVII edición de los Premios Goya                                   | La 1                                                               | 1                                                                  | Invitada y entregadora de premio                                                           | Academia de las Artes y las Ciencias Cinematográficas de España |
| 2002                    | Sexo y humor en cinta de vídeo (película de El club de la comedia) | Sexo y humor en cinta de vídeo (película de El club de la comedia) | Sexo y humor en cinta de vídeo (película de El club de la comedia) | –                                                                                          | Academia de las Artes y las Ciencias Cinematográficas de España |
| 2001                    | XV edición de los Premios Goya                                     |                                                                    | 1                                                                  | Invitada y entregadora de premio                                                           | Academia de las Artes y las Ciencias Cinematográficas de España |
| 2000                    | La gran ilusión                                                    | Telecinco                                                          | 1                                                                  | Invitada                                                                                   | Lola Films para Gestevisión Telecinco                           |
| 1998                    | Cartelera                                                          | La 1                                                               | 1                                                                  | Invitada                                                                                   | RTVE                                                            |
| 1996                    | Fotogramas de Plata 1995                                           | La 1                                                               | 1                                                                  | Invitada y entregadora de premio                                                           | Fotogramas                                                      |
| 1996                    | X edición de los Premios Goya                                      | La 1                                                               | 1                                                                  | Invitada y entregadora de premio                                                           | Academia de las Artes y las Ciencias Cinematográficas de España |
| 1995                    | El destino en sus manos                                            | La 1                                                               | 1                                                                  | Invitada                                                                                   | BocaBoca para RTVE                                              |
| 1995                    | Días de cine                                                       | La 2                                                               | 1                                                                  | Invitada                                                                                   | RTVE                                                            |
| 1995                    | IX edición de los Premios Goya                                     | La 1                                                               | 1                                                                  | Entregadora de premio y ganadora al premio a la mejor interpretación femenina protagonista | Academia de las Artes y las Ciencias Cinematográficas de España |
| 1994                    | ¡Hola Raffaella!                                                   | La 1                                                               | 1                                                                  | Invitada                                                                                   | Europroducciones para RTVE                                      |
| 1994                    | VIII edición de los Premios Goya                                   | La 2 y La 1                                                        | 1                                                                  | Invitada y entregadora de premio                                                           | Academia de las Artes y las Ciencias Cinematográficas de España |
| 1992                    | VI edición de los Premios Goya                                     | Antena 3                                                           | 1                                                                  | Nominada a la mejor interpretación femenina de reparto                                     | Academia de las Artes y las Ciencias Cinematográficas de España |
| 1990-1991               | Hablando claro                                                     | La 1                                                               | –                                                                  | Presentadora                                                                               | RTVE                                                            |
| 1990                    | IV edición de los Premios Goya                                     | La 1                                                               | 1                                                                  | Invitada y entregadora de premio                                                           | Academia de las Artes y las Ciencias Cinematográficas de España |
| 1990                    | J. M. presenta                                                     | Antena 3                                                           | 1                                                                  | Invitada                                                                                   | –                                                               |

### Cine
| Cine | Cine                           | Cine               | Cine                           | Cine |
| Año  | Película                       | Personaje          | Dirección                      | Producción |
| ---- | ------------------------------ | ------------------ | ------------------------------ | --- |
| 2022 | Alma, Verano 1981              | Alma 1             | Marc Romero                    | El Orgullo de mi Casa y Steady Bros |
| 2010 | Pájaros de papel               | Concepción         | Emilio Aragón                  | Antena 3 Films, Canal+ España, Generalidad de Cataluña - Instituto Catalán de las Industrias Culturales, Globomedia, Instituto de la Cinematografía y de las Artes Audiovisuales y Versátil Cinema         |
| 2009 | La isla interior               | Gracia             | Dunia Ayaso y Félix Sabroso    | Ayaso y Sabroso, RTVA, La Mirada Producciones, Little Giraffe, Mecanismo Films, Ministerio de Cultura, Oberón Cinematográfica, RTVV, RTVM, CCMA y RTVC                                                     |
| 2008 | Fuera de carta                 | Marta              | Nacho G. Velilla               | Antena 3 de Televisión, Canguro Produzioni Internazionali Cinematografiche y Ensueño Films |
| 2006 | Alatriste                      | Joyera             | Agustín Díaz Yanes             | Estudios Picasso, Origen Producciones Cinematográficas y NBC Universal Global Networks |
| 2001 | Sin noticias de Dios           | Policía            | Agustín Díaz Yanes             | Flamenco Films, Tornasol Films, Cartel Films, RTVM, Ensueño Films, DMVB Films, Evescreen, Vía Digital, Antena 3 de Televisión, France 2 Cinéma, TPS Cinéma, TF1 International, Altavista Films y Eurimages |
| 1998 | Insomnio                       | Eva                | Chus Gutiérrez                 | Sociedad General de Cine y BocaBoca |
| 1997 | Mamá es boba                   | Ana Cooper         | Santiago Lorenzo               | Santiago Lorenzo Jiménez |
| 1997 | Corazón loco                   | Lola               | Antonio del Real               | Aurum Producciones y Origen Producciones Cinematográficas |
| 1996 | Pon un hombre en tu vida       | Belinda            | Eva Lesmes                     | Cristal Producciones Cinematográficas, Desafío Producciones y Entertainment One |
| 1995 | Entre rojas                    | Julia              | Azucena Rodríguez              | Antena 3 de Televisión, Fernando Colomo Producciones Cinematográficas y Lucas Ediciones |
| 1994 | Todos los hombres sois iguales | Yoli               | Manuel Gómez Pereira           | Audiovisuales Nebli y Cristal Producciones Cinematográficas |
| 1993 | La ardilla roja                | Chica de pelo azul | Julio Medem                    | Sociedad General de Televisión |
| 1992 | El infierno prometido          | Fuensante          | Juan Manuel Chumilla-Carbajosa | Kinos Klan Producciones Cinematográficas y Axelotil Film |
| 1992 | Tierra fría                    | Ermelinda          | António Campos                 | El Deseo, Inforfilmes y Titane Production |
| 1992 | La reina anónima               | Amante             | Gonzalo Suárez                 | Ditirambo Films, Lolafilms y Sogepaq |
| 1991 | Tacones lejanos                | Paula              | Pedro Almodóvar                | Canal+ España, Ciby 2000, El Deseo y TF1 Films Production |
| 1989 | Continental                    | Anabel             | Xavier Villaverde              | Xavier Villaverde Asociados y CRTVG |
| 1987 | Al acecho                      | Conchita           | Gerardo Herrero                | Malta Films |
| 1986 | Oficio de muchachos            | Tina               | Carlos Romero Marchent         | Tritón P. C. |
| 1982 | La próxima estación            | Ana                | Antonio Mercero                | Bridas |
| 1981 | Maravillas                     | Maravillas         | Manuel Gutiérrez Aragón        | Arándano S. A. |

### Cortometrajes
| Cortometrajes | Cortometrajes               | Cortometrajes | Cortometrajes                              |
| Año           | Corto                       | Personaje     | Dirección                                  |
| ------------- | --------------------------- | ------------- | ------------------------------------------ |
| 2020          | Las grietas                 | Julia         | Valentino R. Sandoli                       |
| 2011          | Matar a un niño             | Madre         | César Esteban Alenda y José Esteban Alenda |
| 2007          | A golpe de tacón            | Anita Sirgo   | Amanda Castro                              |
| 2005          | Vuelta y vuelta             | Depredadora   | Jaime Bartolomé y Fernando Gil             |
| 1981          | Sonidos y voces en la noche | –             | Juan Cuesta                                |

### Teatro
| Teatro | Teatro                              | Teatro                          | Teatro                                                          |
| Año    | Obra                                | Dirección                       | Producción                                                      |
| ------ | ----------------------------------- | ------------------------------- | --------------------------------------------------------------- |
| 2022   | Lorca, Vicenta                      | José Bornás                     | Apata Teatro                                                    |
| 2017   | Una vida americana                  | Víctor Sánchez Rodríguez        | Lazona Teatro                                                   |
| 2013   | La monja alférez                    | Juan Carlos Rubio               | Centro Dramático Nacional                                       |
| 2013   | Alma de Dios                        | Jesús Castejón                  | Teatro de la Zarzuela                                           |
| 2011   | La escuela de la desobediencia      | Luis Luque                      | Producciones Andrea D'Odorico                                   |
| 2009   | La oreja de Casilda                 | Maite Hernangómez               | Ay ay ay Teatro                                                 |
| 2008   | Rey Lear                            | Gerardo Vera                    | Centro Dramático Nacional                                       |
| 2004   | El método Grönholm                  | Tamzin Townsend                 | Producciones Teatrales Contemporáneas                           |
| 2003   | Historia de una escalera            | Juan Carlos Pérez de la Fuente  | Centro Dramático Nacional                                       |
| 2002   | R                                   | Cristina} Marcos y Ana Candelas | Real Escuela Superior de Arte Dramático. Talleres Desintegrados |
| 1999   | Entre bobos anda el juego           | Gerardo Malla                   | Compañía Nacional de Teatro Clásico                             |
| 1998   | La tragedia del Rey Ricardo III     | John Strasberg                  | Producciones Fila 7                                             |
| 1996   | El desdén con el desdén             | Jesús Cracio                    | Compañía Jovellanos                                             |
| 1994   | La venganza de la señorita Trévelez | Emilio Hernández                | SGAE Ciclo de lecturas dramatizadas                             |
| 1993   | Travesía                            | Fermín Cabal                    | Calenda                                                         |
| 1992   | Morirás de otra cosa                | Manuel Gutiérrez Aragón         | Centro Dramático Nacional                                       |
| 1989   | Así que pasen cinco años            | Miguel Narros                   | Teatro Español. Sala Principal                                  |

## Premios y candidaturas
| Premios Goya | Premios Goya                               | Premios Goya                   | Premios Goya |
| Año          | Categoría                                  | Película                       | Resultado    |
| ------------ | ------------------------------------------ | ------------------------------ | ------------ |
| 1994         | Mejor interpretación femenina protagonista | Todos los hombres sois iguales | Ganadora     |
| 1991         | Mejor interpretación femenina de reparto   | Tacones lejanos                | Candidata    |

| Festival Internacional de Cine de Tróia | Festival Internacional de Cine de Tróia         | Festival Internacional de Cine de Tróia | Festival Internacional de Cine de Tróia |
| Año                                     | Categoría                                       | Película                                | Resultado                               |
| --------------------------------------- | ----------------------------------------------- | --------------------------------------- | --------------------------------------- |
| 1993                                    | Premio de la Ciudad de Seixal a la Mejor actriz | Terra Fria                              | Ganadora                                |

| Festival Internacional de Cine de Comedia de Peñíscola | Festival Internacional de Cine de Comedia de Peñíscola | Festival Internacional de Cine de Comedia de Peñíscola | Festival Internacional de Cine de Comedia de Peñíscola |
| Año                                                    | Categoría                                              | Película                                               | Resultado                                              |
| ------------------------------------------------------ | ------------------------------------------------------ | ------------------------------------------------------ | ------------------------------------------------------ |
| 1998                                                   | Mejor actriz                                           | Corazón loco Insomnio                                  | Ganadora                                               |
| 1994                                                   | Mejor actriz                                           | Todos los hombres                                      | Ganadora                                               |

| Premios Fotogramas de Plata | Premios Fotogramas de Plata | Premios Fotogramas de Plata    | Premios Fotogramas de Plata |
| Año                         | Categoría                   | Película/Serie                 | Resultado                   |
| --------------------------- | --------------------------- | ------------------------------ | --------------------------- |
| 2000                        | Mejor actriz de televisión  | El grupo Un chupete para ella  | Ganadora                    |
| 1994                        | Mejor actriz de cine        | Todos los hombres sois iguales | Semifinalista               |

| Premios Unión de Actores y Actrices | Premios Unión de Actores y Actrices           | Premios Unión de Actores y Actrices | Premios Unión de Actores y Actrices |
| Año                                 | Categoría                                     | Película/Serie/Montaje              | Resultado                           |
| ----------------------------------- | --------------------------------------------- | ----------------------------------- | ----------------------------------- |
| 2006                                | Mejor actriz protagonista de teatro           | El método Grönholm                  | Ganadora                            |
| 2004                                | Mejor actriz protagonista de teatro           | El método Grönholm                  | Candidata                           |
| 1995                                | Mejor interpretación secundaria de televisión | La Regenta                          | Ganadora                            |
| 1994                                | Mejor interpretación protagonista de cine     | Todos los hombres sois iguales      | Candidata                           |

| Premios Turia | Premios Turia                  | Premios Turia                  | Premios Turia |
| Año           | Categoría                      | Película                       | Resultado     |
| ------------- | ------------------------------ | ------------------------------ | ------------- |
| 1995          | Premio Turia a la Mejor actriz | Todos los hombres sois iguales | Ganadora      |

| Festival de Cine de Alcalá de Henares | Festival de Cine de Alcalá de Henares       | Festival de Cine de Alcalá de Henares | Festival de Cine de Alcalá de Henares |
| Año                                   | Categoría                                   | Cortometraje                          | Resultado                             |
| ------------------------------------- | ------------------------------------------- | ------------------------------------- | ------------------------------------- |
| 1997                                  | Premio La Galería a la Mejor interpretación | Mamá es boba                          | Ganadora                              |